# Смышляевка (Ульяновская область)
Смышля́евка — село в Кузоватовском районе Ульяновской области. Входит в состав Коромысловского сельского поселения.

## География
Село находится на берегу реки Чечера, на расстоянии примерно 22 км (по прямой) к северу от посёлка Кузоватово, административного центра района.

## История
В 1913 году в селе насчитывалось 532 двора и проживало 2365 человек. Действовали церковь с 2 школами. В 1990-е годы работал колхоз «Борец за мир».

## Население
| 2010 |
| ---- |
| 608  |

### Национальный состав
Согласно результатам переписи 2002 года, в национальной структуре населения русские составляли 96 % из 675 чел.

## Известные уроженцы
- Калинин, Тихон Игнатьевич (1916—1944) — советский военнослужащий, майор, Герой Советского Союза.